# Tete Chelangat
Eveline Tete Chelangat (sinh 06 tháng 8 năm 1960) là một thành viên của Quốc hội Uganda. Cô đại diện cho Bukwo  Đơn vị bầu cử là MP nữ. Bà thuộc đảng NRM (Phong trào kháng chiến toàn quốc) trong Quốc hội.
Cô là một nhân viên xã hội theo nghề nghiệp và Tin lành theo tôn giáo. Cô học tại trường tiểu học Bukwo nơi cô ngồi cho PLE của mình. Sau đó, cô tiếp tục với các cô gái Kidetok, Serere để đạt trình độ O trước khi gia nhập trường đại học Sebei, Tegeres. Cô có bằng tốt nghiệp về công tác xã hội từ Học viện Nsamizi (Mpigi).